# Carl Oskar Klipp
Carl Oskar Klipp (auch Karl Oskar Klipp; * 28. Mai 1898 in Marburg; † 16. August 1981 in Wetzlar) war ein deutscher Mediziner und Politiker (NSDAP). Er war unter anderem zeitweise Reichstagsabgeordneter für die NSDAP.

## Leben
Nach dem Besuch der Oberrealschule in Köln und Kassel, wo er 1917 die Reifeprüfung ablegte, nahm Klipp am Ersten Weltkrieg teil. Am 1. April 1919 schied er als zu 30 Prozent kriegsbeschädigt aus der Armee aus. Er studierte in den folgenden Jahren Medizin in Marburg, Göttingen und Jena. 1922 legte er das Staatsexamen ab. Die Approbation folgte am 15. November 1923. Mit Dissertation vom 10. Dezember 1923 wurde er in Jena promoviert. Am 1. Januar 1924 ließ Klipp sich schließlich als praktischer Arzt im thüringischen Gräfentonna nieder.
Klipp trat zum 1. August 1930 in die NSDAP ein (Mitgliedsnummer 298.228). Er wurde im gleichen Jahr Mitglied der SS, in der er mit der Leitung der 47. SS-Standarte in Weimar beauftragt wurde.
Von März bis November 1933 saß Klipp als Abgeordneter im Reichstag. Außerdem war er Landesärzteführer und übernahm die Aufgaben eines Staatskommissars für das Gesundheitswesen in Thüringen und wurde zum Ministerialrat befördert. Zudem war er HJ-Arzt. Auch fungierte er als Gutachter am örtlichen Erbgesundheitsobergericht.
1936 wurde er Leiter des Gauamts für Volksgesundheit in München sowie Landesärzteführer und wurde mit der Leitung der Bayerischen Ärztekammer betraut. Zudem wurde er Leiter der Reichsarbeitsgemeinschaft für Heilpflanzenkunde und Heilpflanzenbeschaffung. Daneben war er seit 1937 stellvertretender Reichsarzt der Hitlerjugend. Er leitete den medizinischen Dienst des Reichsberufswettkampfes und wurde 1937 zum HJ-Oberbannführer befördert.
Während des Zweiten Weltkrieges leistete er ab 1940 Kriegsdienst. In der Literatur wurde lange Zeit angegeben, dass er seit dem Krieg vermisst ist.
Tatsächlich überlebte er den Krieg: Er geriet in Gefangenschaft und wurde nach seiner Rückkehr aus dieser Ende der 1940er Jahre vor der Spruchkammer Gießen-Zentral entnazifiziert. Danach lebte er als praktischer Arzt in Wetzlar, wo er 1981 starb.

## Ehe und Familie
Klipp war mit Auguste Emilie Charlotte Marie Lamprecht verheiratet. Die Ehe wurde am 29. November 1929 in Gräfentonna geschlossen.

## Archivarische Überlieferung
Die Spruchkammerakte zu Klipp aus der Zeit nach dem Zweiten Weltkrieg hat sich im Hauptstaatsarchiv in Wiesbaden erhalten (HHStAW Bestand 520/16 Nr. 19737 (Spruchkammern Gießen, Spruchkammer Gießen-Zentral)).

## Schriften
- Die Ernährungsverhältnisse der Erstimpflinge in Jena nach Erhebungen an den öffentlichen Impfterminen im Juni–Juli 1922. Jena 1923 (Dissertation, Universität Jena, 1923).